# هلته (مقاطعة دالاهو)
هلته (بالفارسية: هلته) هي قرية تقع في قسم حومة كرند الريفي (مقاطعة دالاهو) في إيران. يقدر عدد سكانها بـ 104 نسمة بحسب إحصاء 2016.